# Fumiko Kometani
Foumiko Kometani, nacida en Osaka, Japón en 1930, es una autora y pintora japonesa residente de largo plazo de los Estados Unidos. Kometani se mudó a los EE. UU. en 1960 cuando trabajaba como pintora abstracta, pasando tiempo en la colonia de MacDowell en Nuevo Hampshire donde encontró a su marido, Josh Greenfeld (que ahora vive en California). 
Ella cambió su foco a la escritura cuando su hijo retrasado Noah hizo difícil seguir pintando. Su hijo mayor Karl Taro Greenfeld es también escritor. Kometani también expresa su descontento de lo que ella llama la mentalidad fascista del ejército japonés durante la Segunda Guerra Mundial. 

## Premios
- Bungakkai shinjinshoo (1985)
- Shinchoo shinjinshoo (1985)
- Akutagawashoo (1985) (Uno de los premios literarios más prestigiosos de Japón)
- Murasaki Shikibu Prize (1998)